# 费尔梅杜
费尔梅杜是葡萄牙阿威罗区的一个堂区。总面积15.05平方公里，总人口1504人，人口密度99.9人/平方公里。